# Paul Gasq
Paul Jean-Baptiste Gasq, född 30 mars 1860 i Dijon, död 28 oktober 1944 i Paris, var en fransk skulptör.
Gasq utförde flera arbeten för prydandet av offentliga platser i Paris och andra franska städer, bland annat för monumentet över Marie François Sadi Carnot i Dijon.